# Andrea Branzi

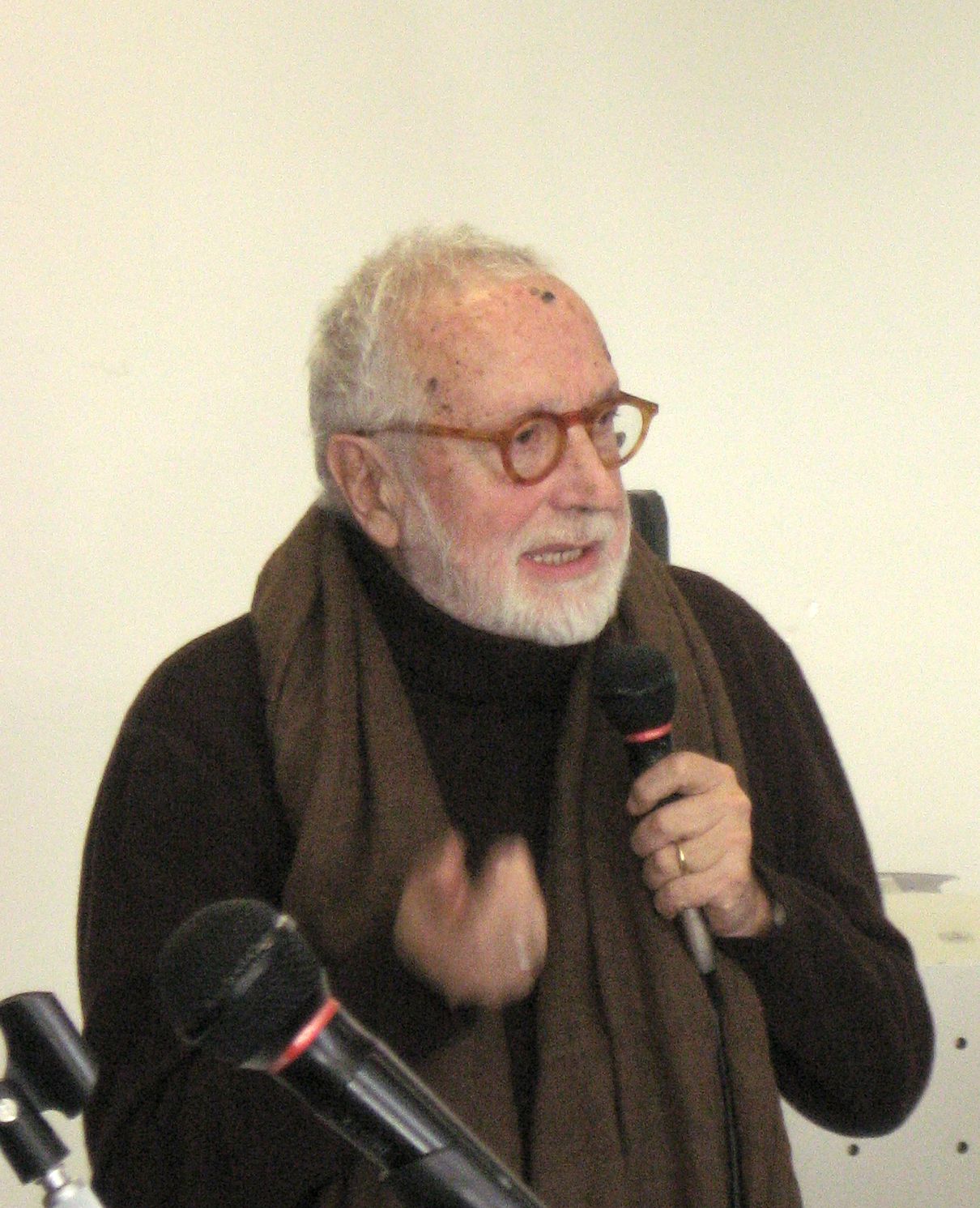
Andrea Branzi år 2008.

Andrea Branzi, född 30 november 1938 i Florens, död 9 oktober 2023 i Milano, var en italiensk arkitekt och formgivare.
Branzi var 1966–1974 medlem i arkitektgruppen Archizoom med en antidesign som sitt program och som motståndare till den västerländska livsstilen. Han deltog senare i grupperna Studio Alchimia och Memphis med liknande program. Branzi har skapat poetiska, naturromantiska möbler i små upplagor. Från 1983 var han pedagogisk ledare för Accademia Domus och professor i industridesign i Milano.